# Kateřina Emmons

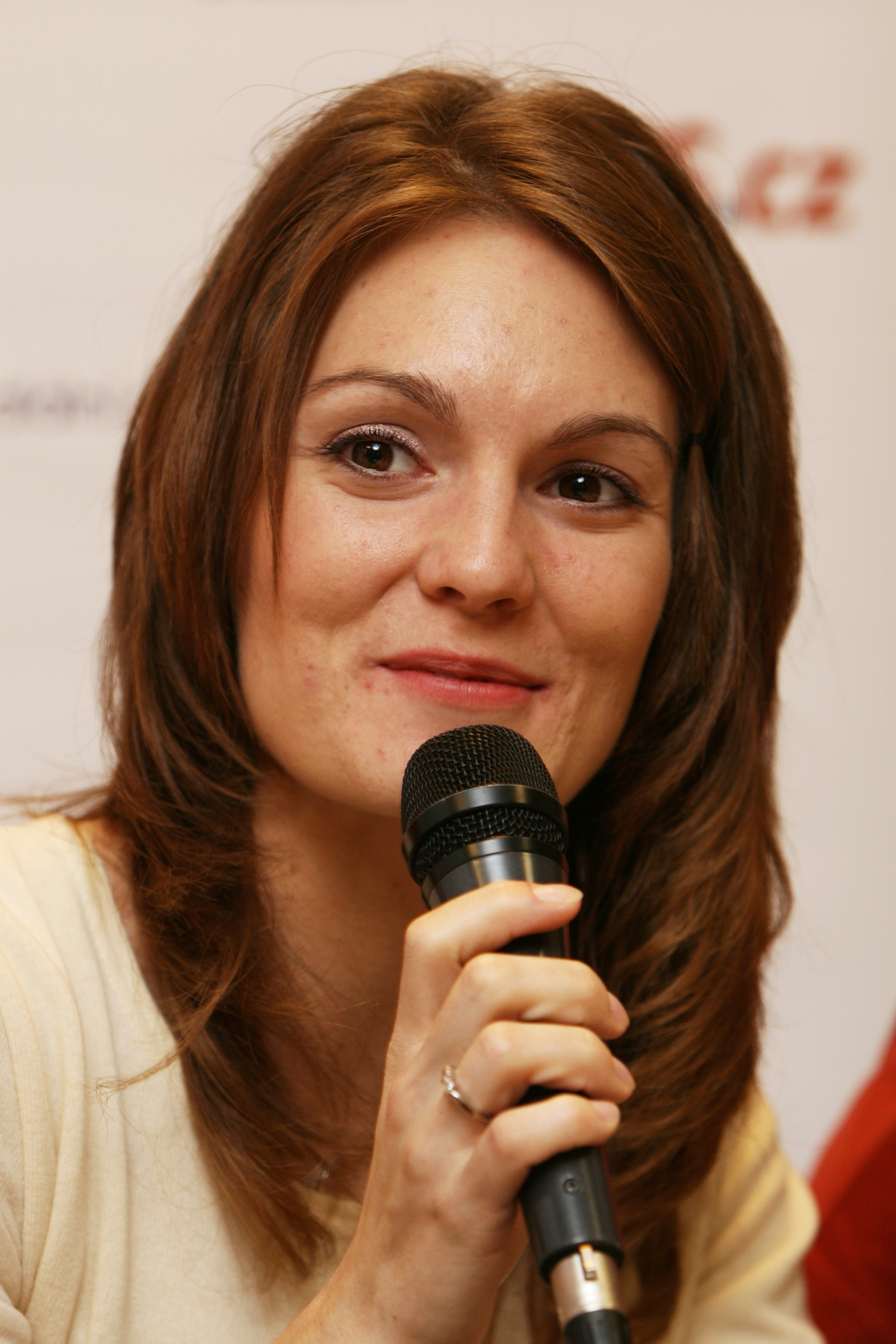
Kateřina Emmons (2008)

Kateřina Emmons, geborene Kůrková (* 17. November 1983 in Pilsen) ist eine tschechische Sportschützin. Sie wurde 2008 in Peking Olympiasiegerin im 10-m-Luftgewehrschießen.

## Karriere
Kůrková begann ihre sportliche Laufbahn zunächst als Schwimmerin. Erst 1997 kam sie zum Schießsport. Trainiert wird sie von ihrem Vater Petr Kůrka, selbst zweifacher Weltmeister. Kůrková wurde 2002 in Tschechien zur Nachwuchssportlerin des Jahres gewählt. Ihren ersten größeren internationalen Erfolg feierte Kůrková 2002, als sie im Alter von 19 Jahren im finnischen Lahti Weltmeisterin im 10-m-Luftgewehrschießen wurde. Diesen Erfolg konnte sie im März 2004 in Győr bei den Europameisterschaften für Druckluftwaffen bestätigen. Dort gewann sie nach einem Zweikampf mit der deutschen Sonja Pfeilschifter den Europameistertitel.
Bei den Olympischen Sommerspielen in Athen errang Kůrková mit dem Luftgewehr eine Bronzemedaille. Im Wettkampf am 14. August 2004 lag sie nach der Qualifikation mit 398 Ringen hinter der Russin Ljubow Galkina noch auf Platz 2. Am Ende belegte sie mit 501,1 Ringen hinter der Chinesin Du Li und Galkina den dritten Rang. Mit ihrem deutschen Verein SG Coburg von 1354 wurde sie 2008 deutsche Mannschaftsmeisterin. Ihren größten Erfolg feierte die Tschechin bei den Olympischen Sommerspielen 2008 von Peking, wo sie im 10-m-Luftgewehrschießen mit 503,5 Ringen und neuem olympischen Rekord die Goldmedaille gewann. Vier Jahre später in London verpasste sie als Viertplatzierte um einen Rang eine weitere Medaille. Sie ist mit dem US-amerikanischen Sportschützen Matthew Emmons verheiratet.